# I si canto trist...
I si canto trist... és un disc del cantautor Lluís Llach editat per la discogràfica Movieplay l'any 1974.
El disc recull nou cançons, set de les quals van ser escrites i compostes pel mateix Lluís Llach, mentre que dues, Cançó a Mahalta i La casa que vull, són poemes musicats de Màrius Torres i Joan Salvat-Papasseit, respectivament.
La cançó I si canto trist, que dona nom al disc, és un homenatge al jove anarquista Salvador Puig i Antich amb motiu de la seva execució a Barcelona l'any 1974. Lluís Llach va incloure aquesta canço en el disc Nu l'any 1997 i ell mateix la va versionar l'any 2006 per formar part de la banda sonora de la pel·lícula Salvador de Manuel Huerga.
Els arranjaments van anar a càrrec del mateix intèrpret i de Manel Camp, i Jordi Jené i G. de la Puerta en van assumir la direcció musical. Enregistrat a l'Estudi Gema, les mescles les van fer els Estudis Àudio i Joan Sirvent i J. Vinader en van ser els enginyers de so.
Lluís Llach va presentar el disc a Barcelona els dies 2 i 3 de febrer de 1974 al Palau de la Música Catalana, mentre encara vivia exiliat a París.
El disc va ser reeditat els anys 1984, per Sonomusic, 2002 i 2006, per Dro.

## Cançons
1. El jorn dels miserables
2. Cançó a Mahalta
3. Vaixell de Grècia
4. I si canto trist
5. Si arribeu
6. Que tinguem sort
7. La casa que vull
8. Onades
9. Silenci